# Divan (möbel)

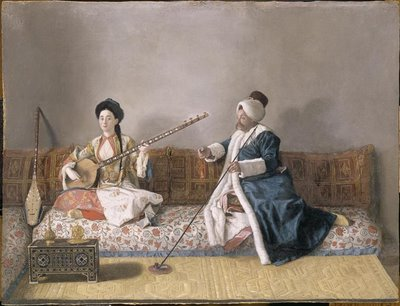
En bild på en divan

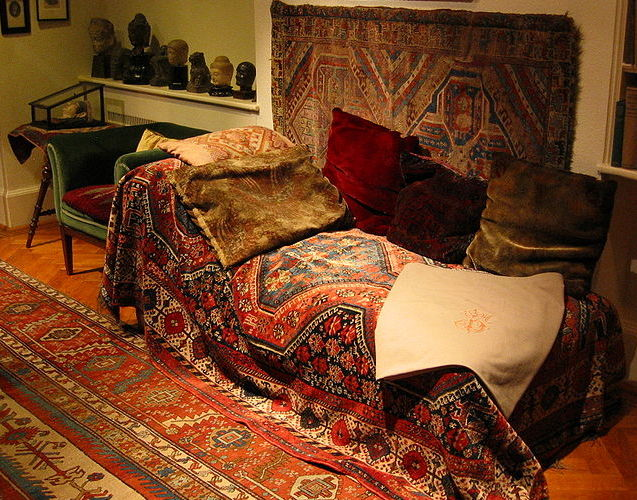
Freuds divan på hans mottagning i London.

En divan är en lång soffa med lösa dynor eller kuddar istället för ett fast ryggstöd. Divanen kommer ursprungligen från Mellanöstern och var vanlig i Europa under romantiken, ungefär mellan 1820 och 1850.
Namnet kommer av att sofforna ofta stod utplacerade längs väggarna i divanernas kammare.